# Уранииды
Уранииды (лат. Uraniidae) — семейство чешуекрылых, включающее в себя около 700 видов.

## Описание
Крупные или средних размеров бабочки. Размах крыльев 40—100 мм. Тело относительно тонкое, слабо опушенное. Крылья относительно широкие. Внешне очень похожие на пядениц (сем. Geometridae), с которыми обнаруживают теснейшие филогенетические связи, но отличаются числом брюшных ног у гусеницы а также рудиментарной или отсутствующей зацепкой (frenulum) на задних крыльях.
Глаза крупные округлые голые. Хоботок голый, губные щупики хорошо развитые. Усики жгутиковидные, часто утолщаются к середине. Тимпанальный аппарат расположен на 2-м сегменте брюшка. Большинство представителей тропического подсемейства Uraniinae отличаются особо крупными размерами и длинными выростами на задних крыльях, образованными за счет удлинения жилок М1 и М3 (обычно такие «хвосты» особенно выражены вдоль М3). Подсемейство Microniinae включает бабочек средних или даже мелких размеров, на задних крыльях которых вместо длинного хвоста имеется небольшой приостренный выступ или узкая лопасть.
Сумеречные и ночные бабочки, многие виды летают в дневное время и окрашены так же ярко, как булавоусые (дневные) бабочки. Днем ночные виды находятся в нижних ярусах растительности — на кустарниках подлеска, папоротниках и травах. Гусеницы преимущественно на растениях из миртовых и ластовниковых (Myrtaceae, Asclepiadaceae).

## Ареал и виды
Обширное семейство, включает около 700 видов, населяющих преимущественно влажные тропические и субтропические леса. В умеренной зоне представлено единичными видами. В умеренной зоне 
Палеарктики обитает около 26 видов.
В России обитает 8 видов из родов Acropteris, Dysaethria (4 вида), Oroplema, Europlema, Eversmannia, включая Эверсманнию украшенную.

## Классификация
В семействе 90 родов и 686 видов (данные на 2011 год). В семействе выделяют следующие подсемейства:

### ПодсемействоAuzeinae
- Auzea
- Brachydecetia
- Decetia

### ПодсемействоEpipleminae
Иногда подсемейство Epipleminae выделяют в отдельное семейство.
- Acropterygia
- Alaplena
- Anorthodisca
- Antiplecta
- Aoratosema
- Aorista
- Aphyodes
- Arussiana
- Asyngria
- Balantiucha
- Bicavernosa
- Calledapteryx
- Callizzia
- Capnophylla
- Cathetus
- Ceronaba
- Chaetoceras
- Chaetopyga
- Chionoplema
- Chrysocestis
- Chundana
- Cirrhura
- Coelura
- Coeluromima
- Coelurotricha
- Crypsicoela
- Decetiodes
- Dicroplema
- Dirades
- Diradopsis
- DysaethriaDysaethria quadricaudata
- Dysrhombia
- Epiplema
- Erosia
- Europlema
- Eversmannia

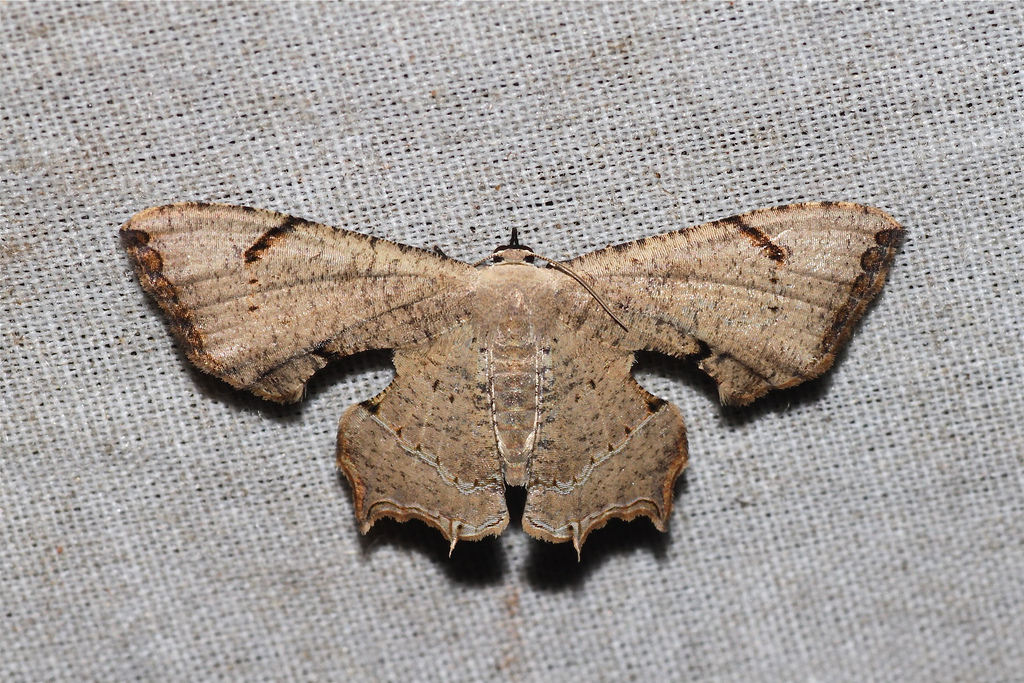
Dysaethria quadricaudata

  - Эверсманния украшенная (Eversmannia exornata) (Eversmann, 1837)
- Falcinodes
- Gathynia
- Gymnoplocia
- Heteroplema
- Homoplexis
- Hyperplema
- Hypophysaria
- Hypoplema
- Leuconotha
- Leucoplema
- Lobogethes
- Lophopygia
- Lophotosoma
- Macrostylodes
- Madepiplema
- Meleaba
- Menda
- Mesoglypta
- Metorthocheilus
- Microniodes
- Molybdophora
- Monobolodes
- Monoplema
- Morphomima
- Nedusia
- Neodeta
- Neodirades
- Neoplema
- Notoptya
- Nyctibadistes
- Oroplema
- Orudiza
- Paloda
- Paradecetia
- Paradirades
- Paroecia
- Paurophlebs
- Phazaca
- Philagraula
- Platerosia
- Powondrella
- Psamathia
- Pseudhyria
- Pseudodirades
- Pterotosoma
- Rhombophylla
- Saccoploca
- Schidax
- Siculodopsis
- Skaphion
- Symphytophleps
- Syngria
- Syngriodes
- Thysanocraspeda
- Tricolpia
- Trotorhombia
- Warreniplema

### ПодсемействоMicroniinae
- Acropteris
  - Acropteris iphiata (Guenée, 1857)
- Anteia
- Aploschema
- Dissoprumna
- Micronia
- Pseudomicronia
- Stesichora
- Strophidia

### ПодсемействоUraniinae
- Alcides
- Chrysiridia
- Cyphura
- Lyssa
- Urania
- Urapteritra
- Urapteroides